# Kaution
Eine Kaution ist eine Sicherheitsleistung, mit der ganz unterschiedliche Rechtsinstitute gemeint sein können, insbesondere die Mietsicherheit, die Bestellung eines Pfandrechts oder das Stellen eines Bürgen, wenn dem Gläubiger die Durchsetzung künftiger Regress- oder sonstiger Ansprüche ungewiss erscheint.

## Zivilrecht
Die Kaution dient oft dem Gläubigerschutz, weil der Gläubiger in Zukunft vertragliche Leistungen zu erbringen hat, aber nicht sicher sein kann, ob sein Vertragspartner die Gegenleistungen erbringt.

### Deutschland
Als Kaution wird etwa umgangssprachlich im Zivilrecht die Mietsicherheit bezeichnet, auf die der Vermieter zurückgreifen kann, wenn der Mieter seinen Miet- oder Schadensersatzpflichten aus § 551 Abs. 1 BGB nicht nachkommt. Ansprüche auf Rückzahlung der Mietkaution kann der Mieter frühestens nach der Wohnungsübergabe an den Vermieter stellen, im Regelfall nach Ablauf der dem Vermieter zuzubilligenden Abrechnungsfrist von sechs Monaten.
Früher kannte auch das deutsche Beamtenrecht die Kautionsstellung. Dabei hatten Beamte, die mit Rechnungsführung oder Transport von Vermögenswerten betraut werden sollten, vor Amtseinführung eine Sicherheit zu leisten, aus der der Fiskus etwa verursachte Kassenfehlbestände schnell ausgleichen konnte (dazu noch heute Art. 90 EGBGB).

### Schweiz
Im schweizerischen Recht wird die Leistung einer Kaution etwa in Art. 330 Obligationenrecht für das Arbeitsverhältnis vorgesehen. Für den Fall der ordnungsgemäßen, also vom übrigen Vermögen des Arbeitgebers getrennten, Aufbewahrung der Kaution besitzt der Arbeitnehmer im Konkurs des Arbeitgebers ein Aussonderungsrecht. Ist die Kaution dagegen nicht mehr spezifizierbar, besteht bloß noch eine privilegierte Konkursforderung nach Artikel 219 Absatz 4 Erste Klasse SchKG.

### Österreich
In Österreich kann gemäß § 16b Mietrechtsgesetz für die dem Vermieter aus dem Mietvertrag künftig entstehenden Ansprüche gegen den Mieter die Übergabe einer Kaution an den Vermieter vereinbart werden.

## Strafrecht

### Deutschland
Mit dem Begriff Kaution wird auch die „angemessene Sicherheit“ im Sinne des § 116 Abs. 1 Nr. 4 StPO bezeichnet, gegen die ein wegen Fluchtgefahr erlassener Haftbefehl ausgesetzt werden kann. Dadurch kann der Beschuldigte der Untersuchungshaft entgehen. § 116a StPO sieht vor, dass die Sicherheit durch Hinterlegung von Bargeld, in Wertpapieren, durch Pfandrechtsbestellung oder durch Bürgschaft geeigneter Personen zu leisten ist. Die ausdrücklich im Gesetz erwähnte Bürgschaft setzt jedoch gemäß § 765 BGB eine zivilrechtliche Schuld voraus (Akzessorietät), an der es jedoch fehlt. Daher handelt es sich nicht um eine Bürgschaft, sondern um ein aufschiebend bedingtes selbstschuldnerisches Zahlungsversprechen eines Dritten gegenüber dem Staat, das zur Zahlung an die Justizkasse verpflichtet, wenn die Haftverschonung nach § 116 Abs. 4 StPO widerrufen wird. Eine Bankbürgschaft hierfür ist bankunüblich. Erscheint der Angeklagte zu der Gerichtsverhandlung, wird die Kaution an den Angeklagten zurückgegeben. Häufig sind zusätzliche Bedingungen Teil der Kautionsvereinbarung (z. B. Meldepflicht, Reiseverbot).

### Österreich
Eine Kaution oder Bürgschaft ist ein mögliches gelinderes Mittel, um Untersuchungshaft zu vermeiden. Sie ist nur möglich, wenn ausschließlich der Haftgrund der Fluchtgefahr vorliegt und die Straftat nicht strenger als mit fünf Jahren Freiheitsstrafe bedroht ist.
Die höchste je geleistete Kaution betrug mehr als 100 Millionen Euro.

### Vereinigte Staaten
Im Rechtssystem der USA ist die Stellung von Kautionen (englisch bail) zwecks Freilassung des Angeklagten bis zur Hauptverhandlung üblich. Da der größte Teil der Angeklagten die Kaution nicht selbst aufbringen kann, ist in den USA der Beruf des Kautionsagenten (englisch bail bondsman, bail bond agent) entstanden (siehe Kautionssystem (Vereinigte Staaten)).

## Etymologie
Das Wort Kaution kommt aus dem lateinischen Wort für „Sicherheit“, „Vorsicht“ (lateinisch cautio). Erstmals erschien im Jahre 1511 in Deutschland das Wort „caucion“ im Zusammenhang mit einem Strafverfahren. Die Constitutio Criminalis Carolina erwähnte die „caution“ 1532 als Sicherheit für eine unberechtigte Verurteilung des Täters.